# Cabaña Crowan
La Cabaña Crowan es una residencia histórica ubicada en el 1401 de Woodstock Avenue en Anniston, Alabama, Estados Unidos.

## Historia
Fue construida en 1886 y se cree que fue diseñada por el arquitecto Stanford White. Es de estilo románico richardsoniano.
Su arquitectura se describe como "derivada del trabajo innovador de Henry Hobson Richardson. El estiramiento de los planos del techo para formar los pórticos y el levantamiento de los planos del techo para formar buhardillas son características de Richardson, al igual que el tratamiento esculpido del segundo piso con tejas que ha sido modulado para crear superficies ensanchadas y ventanas de arco".
La casa fue incluida en el Registro Nacional de Lugares Históricos en 1975. También es una propiedad contribuidora perteneciente al Distrito histórico residencial de East Anniston.